# Філоніт
ФІЛОНІТ (ФІЛІТ-МІЛОНІТ) (рос. филлонит (филлит-милонит), англ. phyllonite, нім. Phyllonit m) – гірська порода, схожа на філіт. Утворюється в результаті мілонітизації – дроблення і перетирання породної речовини в зонах тектонічних розривів.
Філоніт – узагальнюючий термін для власне мілонітів та ультрамілонітів.
- Мілоніт містить 10-15% порфіробластів, більша частина яких розрізнюється неозброєним оком (діаметр більше 0,2 мм).
- Ультрамілоніт – дуже тонкоперетертий, містить менше 10% порфіробластів діаметром до 0,2 мм і навіть у шліфі видається аморфним.